# Grzegorz Cybulski
Grzegorz Cybulski (né le 23 novembre 1951 à Nowa Sól) est un athlète polonais, spécialiste du saut en longueur. 

## Biographie
En 1973, lors de Championnats d'Europe en salle, Grzegorz Cybulski remporte la médaille de bronze au saut en longueur avec 7,81 mètres. Il est devancé par l'Allemand de l'Ouest Hans Baumgartner et l'Allemand de l'Est Max Klauss.
En 1975, le sauteur participe honorablement à la conquête, par son pays, de la médaille de bronze de la Coupe des nations 1975 disputée à Nice, derrière la République démocratique allemande et l'Union soviétique, en sortant vainqueur de sa discipline avec un bond de 8,15 mètres devant le soviétique Podluzny et l'Allemand de l'Est Rieger [1].

### Palmarès
| Date | Compétition                    | Lieu      | Résultat | Performance |
| ---- | ------------------------------ | --------- | -------- | ----------- |
| 1972 | Jeux olympiques                | Munich    | 12e      | 7,58 m      |
| 1973 | Championnats d'Europe en salle | Rotterdam | 3e       | 7,81 m      |
| 1974 | Championnats d'Europe en salle | Göteborg  | 5e       | 7,86 m      |
| 1975 | Universiade                    | Rome      | 1er      | 8,27 m      |
| 1977 | Universiade                    | Sofia     | 2e       | 7,95 m      |
| 1978 | Championnats d'Europe          | Prague    | 4e       | 7,96 m      |
| 1979 | Championnats d'Europe en salle | Vienne    | 6e       | 7,63 m      |

### Records
| Épreuve          | Performance | Lieu          | Date                           |
| ---------------- | ----------- | ------------- | ------------------------------ |
| Saut en longueur | 8,27 m      | Varsovie Rome | 20 juin 1975 19 septembre 1975 |